# Josefstädter Straße (metropolitana di Vienna)
Josefstädter Straße è una stazione della linea U6 della metropolitana di Vienna situata a cavallo tra l'8º e il 16º distretto (Ottakring). 

## Storia
La stazione fu realizzata come fermata della Gürtellinie della Stadtbahn a vapore sul sito dove sorgeva una delle porte cittadine della vecchia cinta muraria, come avvenne per altre fermate della stessa linea. La struttura fu progettata da Otto Wagner per conto della Commissione per i sistemi di trasporto di Vienna. La stazione fu completata nel dicembre 1895 ed entrò in esercizio il 1º giugno 1898. 
La stazione fu usata fino al 1918, anno in cui terminò il servizio della Stadtbahn a vapore, e rientrò in funzione nel 1925 come fermata della nuova Stadtbahn elettrificata. Dal 1925 al 1945 la stazione venne servita anche dalla linea mista tram-Stadtbahn 18G.
Dal 1989 è stata riconvertita in fermata della linea U6 della metropolitana.

## Descrizione
La stazione, in stile Otto Wagner, presenta due ingressi, uno orientale e l'altro occidentale, caratterizzati dalle porte in colore verde. Dall'atrio si arriva alle banchine dei treni tramite scale coperte dai tetti trapezoidali laterali. Al piano dei binari si accede anche tramite ascensori. Le facciate presentano grandi finestre rettangolari su entrambi i piani, con sobrie decorazioni in stucco e vista su entrambi i lati del Gürtel. La struttura ad archi nella parte meridionale dell'edificio ospita il ristorante tradizionale (Beisl) "Café Carina", mentre nella parte settentrionale si trova una struttura comunale per i senzatetto.
Nei pressi della stazione si trova il Brunnenmarkt, il più grande mercato stradale di Vienna.
Tra il 2011 e il 2013 la stazione è stata ristrutturata a causa del suo degrado.

## Ingressi
- Josefstädter Straße / Uhlplatz
- Josefstädter Straße / Gaulachergasse